# نورالدین موکریم
نورالدین موکریم (انگلیسی: Noureddine Moukrim؛ زادهٔ ۱۶ فوریهٔ ۱۹۶۶) بازیکن فوتبال اهل مراکش بود.
از باشگاه‌هایی که در آن بازی کرده‌است می‌توان به باشگاه فوتبال رویال آنتورپ اشاره کرد.
وی همچنین در تیم ملی فوتبال مراکش بازی کرده‌است.